# Ома (город)
О́ма (англ. Omagh, ˈoʊmə, ирл. an Ómaigh, ˈomæ) — большой город района Ома, административный центр района, находящийся в графстве Тирон Северной Ирландии.
Местная железнодорожная станция была открыта 3 сентября 1852 года и закрыта 15 февраля 1965 года.

## История
15 августа 1998 года в городе произошёл террористический акт, погибло 29 человек.

## Демография
Ома определяется Northern Ireland Statistics and Research Agency (NISRA) как большой таун (то есть как город с населением от 18000 до 75000 человек).

## Климат
| Показатель                                                                                               | Янв. | Фев. | Март | Апр. | Май  | Июнь | Июль | Авг. | Сен. | Окт.  | Нояб. | Дек. | Год    |
| --- | ---- | ---- | ---- | ---- | ---- | ---- | ---- | ---- | ---- | ----- | ----- | ---- | ------ |
| Средний суточный максимум, °C                                                                            | 7    | 8    | 10   | 12   | 15   | 17   | 18   | 19   | 17   | 13    | 10    | 7    | 12,8   |
| Средний суточный минимум, °C                                                                             | 3    | 3    | 4    | 4    | 6    | 9    | 11   | 12   | 9    | 7     | 5     | 3    | 6,3    |
| Норма осадков, мм                                                                                        | 98,5 | 97,9 | 60,6 | 77,4 | 66,6 | 66,9 | 71,3 | 68,3 | 80,6 | 126,8 | 95,5  | 98,6 | 1107,2 |
| Источник: http://weather.msn.com/monthly_averages.aspx?&wealocations=wc%3a24403&q=Omagh%2c+GBR&setunit=C |      |      |      |      |      |      |      |      |      |       |       |      |        |